# Linz Open
Linz Open, oficiálně Upper Austria Ladies Linz, je profesionální tenisový turnaj žen hraný v rakouském Linci. Založen byl roku 1987 v rakouském Welsu v rámci okruhu ITF. V roce 1991 se po přemístění do Lince stal  součástí okruhu WTA Tour. Od sezóny 2024 patří do kategorie WTA 500, do níž byl povýšen z úrovně WTA 250. V letech 1998–2008 již probíhal v předchůdkyni kategorie WTA 500, existující pod názvem Tier II.

## Historie
Linz Open byl založen v roce 1987, kdy se odehrál v rakouském Welsu jako součást okruhu ITF s dotací deset tisíc dolarů. Od sezóny 1991 se stal v Linci součástí okruhu WTA Tour.
Dějištěm konání je od roku 2023 Design Center Linz s tvrdým povrchem GreenSet, v němž proběhly již ročníky 2000–2002. Mezi lety 1991–1999 a 2003–2021 se hrálo v TipsAreně Linz (dříve Intersport Areně) na dvorcích s povrchem DecoTurf on Wood. Do dvouhry nastupuje třicet dva hráček a čtyřhry se účastní šestnáct párů. Ročník 2022 se neuskutečnil, když pořadatelé událost přesunuli z konce sezóny na únor, v němž probíhal již v letech 1991 až 1998. Záměrem bylo opustit nevýhodný termín týdne před Turnajem mistryň, kdy tenistky byly po sezóně unavené a ty nejlepší odpočívaly před závěrečnými událostmi.
Od sezóny 2024 turnaj patří do kategorie WTA 500, která nahradila nižší úrovně WTA 250 a International. V období 1991–1993 náležel do kategorie Tier V, dalších pět let do Tier III a konečně v sezónách 1998–2009 postoupil do vyšší kategorie Tier II.
Vítězkami dvouhry se staly také bývalé světové jedničky Lindsay Davenportová, Justine Henin-Hardenneová, Amélie Mauresmová, Maria Šarapovová, Ana Ivanovićová, Viktoria Azarenková a Karolína Plíšková.

## Vývoj názvu
- 1991: Austrian Tennis Grand Prix
- 1992–1993: International Austrian Indoor Championships
- 1994–1996: EA-Generali Ladies
- 1997: EA-Generali Austrian Open
- 1998: Generali Ladies Tennis Grand Prix
- 1999–2000: Generali Open
- 2001–2016: Generali Ladies
- od 2017: Upper Austria Ladies Linz

## Přehled finále

### Dvouhra
| Rok  | vítězka                    | finalistka               | výsledek                |
| ---- | -------------------------- | ------------------------ | ----------------------- |
| 1991 | Manuela Malejevová         | Petra Langrová           | 6–4, 7–6(7–1)           |
| 1992 | Natalija Medveděvová       | Pascale Paradisová       | 6–4, 6–2                |
| 1993 | Manuela Malejevová         | Conchita Martínezová     | 6–2, 1–0skreč           |
| 1994 | Sabine Appelmansová        | Meike Babelová           | 6–1, 4–6, 7–6(7–3)      |
| 1995 | Jana Novotná               | Barbara Rittnerová       | 6–7(6–8), 6–3, 6–4      |
| 1996 | Sabine Appelmansová (2)    | Julie Halard-Decugisová  | 6–2, 6–4                |
| 1997 | Chanda Rubinová            | Karina Habšudová         | 6–4, 6–2                |
| 1998 | Jana Novotná (2)           | Dominique Monamiová      | 6–1, 7–6(7–2)           |
| 1999 | Mary Pierceová             | Sandrine Testudová       | 7–6(7–2), 6–1           |
| 2000 | Lindsay Davenportová       | Venus Williamsová        | 6–4, 3–6, 6–2           |
| 2001 | Lindsay Davenportová (2)   | Jelena Dokićová          | 6–4, 6–1                |
| 2002 | Justine Heninová           | Alexandra Stevensonová   | 6–3, 6–0                |
| 2003 | Ai Sugijamová              | Naděžda Petrovová        | 7–5, 6–4                |
| 2004 | Amélie Mauresmová          | Jelena Bovinová          | 6–2, 6–0                |
| 2005 | Naděžda Petrovová          | Patty Schnyderová        | 4–6, 6–3, 6–1           |
| 2006 | Maria Šarapovová           | Naděžda Petrovová        | 7–5, 6–2                |
| 2007 | Daniela Hantuchová         | Patty Schnyderová        | 6–4, 6–2                |
| 2008 | Ana Ivanovićová            | Věra Zvonarevová         | 6–2, 6–1                |
| 2009 | Yanina Wickmayerová        | Petra Kvitová            | 6–3, 6–4                |
| 2010 | Ana Ivanovićová            | Patty Schnyderová        | 6–1, 6–2                |
| 2011 | Petra Kvitová              | Dominika Cibulková       | 6–4, 6–1                |
| 2012 | Viktoria Azarenková        | Julia Görgesová          | 6–3, 6–4                |
| 2013 | Angelique Kerberová        | Ana Ivanovićová          | 6–4, 7–6(8–6)           |
| 2014 | Karolína Plíšková          | Camila Giorgiová         | 6–7(4–7), 6–3, 7–6(7–4) |
| 2015 | Anastasija Pavljučenkovová | Anna-Lena Friedsamová    | 6–4, 6–3                |
| 2016 | Dominika Cibulková         | Viktorija Golubicová     | 6–3, 7–5                |
| 2017 | Barbora Strýcová           | Magdaléna Rybáriková     | 6–4, 6–1                |
| 2018 | Camila Giorgiová           | Jekatěrina Alexandrovová | 6–3, 6–1                |
| 2019 | Coco Gauffová              | Jeļena Ostapenková       | 6–3, 1–6, 6–2           |
| 2020 | Aryna Sabalenková          | Elise Mertensová         | 7–5, 6–2                |
| 2021 | Alison Riskeová            | Jaqueline Cristianová    | 2–6, 6–2, 7–5           |
| 2022 | turnaj se nekonal          | turnaj se nekonal        | turnaj se nekonal       |
| 2023 | Anastasija Potapovová      | Petra Martićová          | 6–3, 6–1                |
| 2024 | Jeļena Ostapenková         | Jekatěrina Alexandrovová | 6–2, 6–3                |
| 2025 | Jekatěrina Alexandrovová   | Dajana Jastremská        | 6–2, 3–6, 7–5           |

### Čtyřhra
| Rok  | vítězka                                      | finalistka                                  | výsledek          |
| ---- | -------------------------------------------- | ------------------------------------------- | ----------------- |
| 1991 | Manuela Malejevová Raffaela Reggiová         | Radka Zrubáková Petra Langrová              | 6–4, 1–6, 6–3     |
| 1992 | Monique Kieneová Miriam Oremansová           | Claudia Porwiková Raffaela Reggiová         | 6–4, 6–2          |
| 1993 | Jevgenia Manioková Leila Meschiová           | Conchita Martínezová Judith Wiesnerová      | bez boje          |
| 1994 | Jevgenia Manioková Leila Meschiová           | Åsa Svenssonová Caroline Schneiderová       | 6–2, 6–2          |
| 1995 | Nathalie Tauziatová Meredith McGrathová      | Iva Majoliová Petra Schwarzová              | 6–1, 6–2          |
| 1996 | Manon Bollegrafová Meredith McGrathová       | Helena Suková Rennae Stubbsová              | 6–4, 6–4          |
| 1997 | Nathalie Tauziatová Chanda Rubinová          | Eva Melicharová Helena Vildová              | 4–6, 6–3, 6–1     |
| 1998 | Nathalie Tauziatová Alexandra Fusaiová       | Anna Kurnikovová Larisa Neilandová          | 6–3, 3–6, 6–4     |
| 1999 | Caroline Visová Irina Spîrleaocá             | Tina Križanová Larisa Neilandová            | 6–4, 6–3          |
| 2000 | Amélie Mauresmová Chanda Rubinová            | Ai Sugijamová Nathalie Tauziatová           | 6–4, 6–4          |
| 2001 | Jelena Dokićová Naděžda Petrovová            | Els Callensová Chanda Rubinová              | 6–1, 6–4          |
| 2002 | Jelena Dokićová Naděžda Petrovová            | Rika Fudžiwarová Ai Sugijamová              | 6–3, 6–2          |
| 2003 | Ai Sugijamová Liezel Huberová                | Silvia Farinaová Eliaová Marion Bartoliová  | 6–1, 7–6(8–6)     |
| 2004 | Janette Husárová Jelena Lichovcevová         | Nathalie Dechyová Patty Schnyderová         | 6–2, 7–5          |
| 2005 | Gisela Dulková Květa Peschkeová              | Conchita Martínezová Virginia R. Pascualová | 6–2, 6–3          |
| 2006 | Lisa Raymondová Samantha Stosurová           | Corina Morariuová Katarina Srebotniková     | 6–3, 6–0          |
| 2007 | Cara Blacková Liezel Huberová                | Katarina Srebotniková Ai Sugijamová         | 6–2, 3–6, [10–8]  |
| 2008 | Katarina Srebotniková Ai Sugijamová          | Cara Blacková Liezel Huberová               | 6–4, 7–5          |
| 2009 | Anna-Lena Grönefeldová Katarina Srebotniková | Klaudia Jansová Alicja Rosolská             | 6–1, 6–4          |
| 2010 | Renata Voráčová Barbora Záhlavová-Strýcová   | Květa Peschkeová Katarina Srebotniková      | 7–5, 7–6(8–6)     |
| 2011 | Marina Erakovicová Jelena Vesninová          | Julia Görgesová Anna-Lena Grönefeldová      | 7–5, 6–1          |
| 2012 | Anna-Lena Grönefeldová Květa Peschkeová      | Julia Görgesová Barbora Záhlavová-Strýcová  | 6–3, 6–4          |
| 2013 | Karolína Plíšková Kristýna Plíšková          | Gabriela Dabrowská Alicja Rosolská          | 7–6(8–6), 6–4     |
| 2014 | Raluca Olaruová Anna Tatišviliová            | Annika Becková Caroline Garciaová           | 6–2, 6–1          |
| 2015 | Raquel Kopsová-Jonesová Abigail Spearsová    | Andrea Hlaváčková Lucie Hradecká            | 6–3, 7–5          |
| 2016 | Kiki Bertensová Johanna Larssonová           | Anna-Lena Grönefeldová Květa Peschkeová     | 4–6, 6–2, [10–7]  |
| 2017 | Kiki Bertensová Johanna Larssonová           | Natela Dzalamidzeová Xenia Knollová         | 3–6, 6–3, [10–4]  |
| 2018 | Kirsten Flipkensová Johanna Larssonová       | Raquel Atawová Anna-Lena Grönefeldová       | 4–6, 6–4, [10–5]  |
| 2019 | Barbora Krejčíková Kateřina Siniaková        | Barbara Haasová Xenia Knollová              | 6–4, 6–3          |
| 2020 | Arantxa Rusová Tamara Zidanšeková            | Lucie Hradecká Kateřina Siniaková           | 6–3, 6–4          |
| 2021 | Natela Dzalamidzeová Kamilla Rachimovová     | Wang Sin-jü Čeng Saj-saj                    | 6–4, 6–2          |
| 2022 | turnaj se nekonal                            | turnaj se nekonal                           | turnaj se nekonal |
| 2023 | Natela Dzalamidzeová Viktória Kužmová        | Anna-Lena Friedsamová Nadija Kičenoková     | 4–6, 7–5, [12–10] |
| 2024 | Sara Erraniová Jasmine Paoliniová            | Nicole Melichar-Martinezová Ellen Perezová  | 7–5, 4–6, [10–7]  |
| 2025 | Tímea Babosová Luisa Stefaniová              | Ljudmyla Kičenoková Nadija Kičenoková       | 3–6, 7–5, [10–4]  |